# うしろのはてな
『うしろのはてな』は、片岡みちるによる日本の漫画作品。『なかよし』（講談社）にて1992年5月号から1993年3月号まで連載された。全11話。単行本は同社の講談社コミックスなかよしより全1巻が刊行された。

## 書誌情報
- 片岡みちる 『うしろのはてな』 講談社〈講談社コミックスなかよし〉、1993年5月8日第1刷発行、ISBN 4-06-178747-0
  - 表題作のほか、読み切り作品「おっととOBAKE!?」を収録している。